# ريتشارد سكوت (لاعب غولف)
ريتشارد سكوت (بالإنجليزية: Richard Scott)‏ هو لاعب غولف أمريكي، ولد في 1 أكتوبر 1983.

## وصلات خارجية
- ريتشارد سكوت على موقع رابطة لاعبي الغولف المحترفين (الإنجليزية)